# جيرالد هودجز
جيرالد هودجز (بالإنجليزية: Gerald Hodges)‏ هو لاعب كرة قدم أمريكية أمريكي، ولد في 17 يناير 1991 في ودبيري في الولايات المتحدة.

## وصلات خارجية
- جيرالد هودجز على موقع مرجع كرة القدم المحترفة.كوم (الإنجليزية)